# George W. Corner

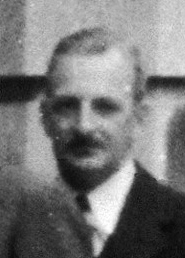
George W Corner (1935)

George Washington Corner (* 12. Dezember 1889 in Baltimore, Maryland; † 28. September 1981 in Huntsville, Alabama) war ein US-amerikanischer Anatom und Embryologe.
Für seine „lange und herausragende Karriere als Forscher, Hochschullehrer, Medizinhistoriker und Wissenschaftsphilosoph“ wurde Corner 1958 der Passano Award verliehen.

## Leben und Wirken
Corner erwarb 1913 an der Johns Hopkins University einen M.D. als Abschluss des Medizinstudiums. Zu seinen Dozenten zählten Florence R. Sabin und Herbert Evans. Bereits als Student kam Corner in Kontakt mit der Medizingeschichte. Nach dem Studienabschluss arbeitete er als Assistent in der Anatomie bei Franklin P. Mall.
Als Evans 1915 an die Medical School of California wechselte, erhielt Corner dort eine erste Stelle als Assistant Professor für Anatomie und befasste sich mit der Anatomie und Physiologie des weiblichen Fortpflanzungssystems bei Nagetieren. Anschließend arbeitete Corner bei Howard Atwood Kelly als Assistenzarzt in Gynäkologie. 1919 wurde Corner unter Lewis Weed Associate Professor an der Johns Hopkins University, wo er seine Studien zur Funktion des Corpus luteum und zu den Veränderungen des Uterus während des Sexualzyklus (an Säuen) fortsetzte und sich darüber hinaus mit dem Menstruationszyklus bei Rhesusaffen befasste. Hierbei konnten erstmals der Transport der Eizelle durch den Eileiter und das Auftreten anovulatorischer Zyklen nachgewiesen werden. 1923 erhielt Corner eine ordentliche Professur an der in Gründung befindlichen Rochester School of Medicine, verbrachte aber den größten Teil der Jahre 1923 und 1924 in Europa, unter anderem bei Ernest Starling in England und bei G. Schaeffer an der Universität Straßburg. An der Rochester School of Medicine blieb Corner 18 Jahre.
Zu seinen weiteren Erfolgen gehörten die Isolierung des Progesterons, die Entdeckung der Wirkung von Extrakten des Hypophysenvorderlappens auf die Laktation und die Entwicklung einer Theorie über die hormonelle Steuerung des Menstruationszyklus. Nach Corner und seinem von 1927 bis 1929 am Anatomischen Institut Corners als research follow tätigen Studenten Willard Myron Allen, die 1928 die spezifische Wirkung der von ihnen hergestellten Gelbkörperextrakte am Endometrium geschlechtsreifer Kaninchen nachgewiesen haben, ist die Corner-Allen-Einheit (Corner-Allen unit) (von Corner und Allen rabbit unit, Kanincheneinheit, genannt) benannt, ein Maß für die progesteronartige Wirkung von Substanzen. Darauf aufbauend entwickelten sie bis spätestens Dezember 1928 den nach George W. Corner und William M. Allen benannten biologischen endometrialen Gestagentest (Corner-Allen-Test).
1940 übernahm Corner die Leitung der Abteilung für Embryologie an der Carnegie Institution of Washington in Baltimore, wo unter seiner Führung wichtige Arbeiten zur Beschreibung der Embryonalentwicklung bei Primaten und Menschen geleistet wurden. Corners eigene Arbeiten befassten sich u. a. mit vollständiger und unvollständiger Teilung eineiiger Zwillinge und der hormonellen Steuerung des Uterus als Muskel. Während aller seiner akademischen Stationen hielt Corner neben anatomischen Vorlesungen immer auch solche über die Geschichte der Medizin, so wie er auch medizinhistorische Schriften veröffentlichte. 1952/1953 hatte Corner eine Gastprofessur an der Oxford University. Von 1953 bis 1957 war er Vizepräsident der American Philosophical Society. 1955 wechselte Corner an das Rockefeller Institute (heute Rockefeller University) in New York City, um die 50-jährige Geschichte der Einrichtung in Buchform zu bringen. 1960 wurde Corner Präsident der American Philosophical Society in Philadelphia. 1977 ging er in den Ruhestand.
Corner war seit 1915 mit Betsy Lyon Copping verheiratet. Das Paar hatte zwei Kinder.

## Auszeichnungen (Auswahl)
- 1940 Mitglied der National Academy of Sciences
- 1940 Mitglied der American Philosophical Society[7]
- 1951 Ehrenmitglied (Honorary Fellow) der Royal Society of Edinburgh[8]
- 1955 Mitglied der Royal Society[9]
- 1958 Passano Award[1]
- 1961 Mitglied der American Academy of Arts and Sciences[10]
- 1979 Benjamin Franklin Medal der American Philosophical Society

## Schriften (Auswahl)
- Anatomical Texts of the Earlier Middle Ages. Washington, 1927
- mit Willard Myron Allen: Physiology of the corpus luteum, II: Production of a special uterine reaction (progestational proliferation) by extracts of the corpus luteum. In: American Journal of Physiology. Band 88, 1929, S. 326–339
- Anatomy. Clio Medica Series, New York, 1930
- Attaining Manhood: A Doctor Talks to Boys about Sex. New York, 1938
- Attaining Womanhood: A Doctor Talks to Girls about Sex. New York, 1939
- Ourselves Unborn. New Haven, 1941
- The Hormones in Human Reproduction. Princeton, 1942
- Anatomist at Large: An Autobiography and Selected Essays. New York: Basic Books, 1958.
- Two Centuries of Medical Education. Philadelphia, 1965
- The Seven Ages of a Medical Scientist: An Autobiography. Philadelphia: University of Pennsylvania Press, 1981.